# Abisara chelina
Abisara chelina é uma borboleta da família Riodinidae. Ela pode ser encontrada no sul da Birmânia, Tailândia, Malásia Peninsular, Indochina e sul da China. Foi descrita em 1904 por Fruhstorfer.

## Subespécies
- Abisara chelina chelina (Yunnan)
- Abisara chelina duanhuii Huang, 2001 (ao sudeste do Tibete)